# EnviTec Biogas
EnviTec Biogas cubre toda la cadena de suministro para la producción de biogás. A día de hoy EnviTec está presente en 15 países a nivel mundial. 
En 2018, EnviTec Biogas consiguió un volumen de negocio de 186,8 millones de euros. Hoy en día trabajan en EnviTec aproximadamente 427 personas en todo el mundo.